# Loisey-Culey
Loisey-Culey est une ancienne commune française située dans le département de la Meuse en région Lorraine.
Créée en 1973 de la fusion des communes de Culey et Loisey, elle est dissoute en 2014 et les deux communes retrouvent leur indépendance.

## Histoire
En 1973, les communes de Culey et Loisey fusionnent pour former la commune associée de Loisey-Culey. Au 1er janvier 2014, les communes devaient retrouver leur indépendance, mais la procédure est reportée au 1er janvier 2015, ne pouvant avoir lieu dans l'année précédant une échéance électorale. Cependant, lors des élections municipales de 2014, un maire est élu dans chaque commune,, et finalement, par décision du tribunal le 1er juillet 2014, les deux communes sont indépendantes.

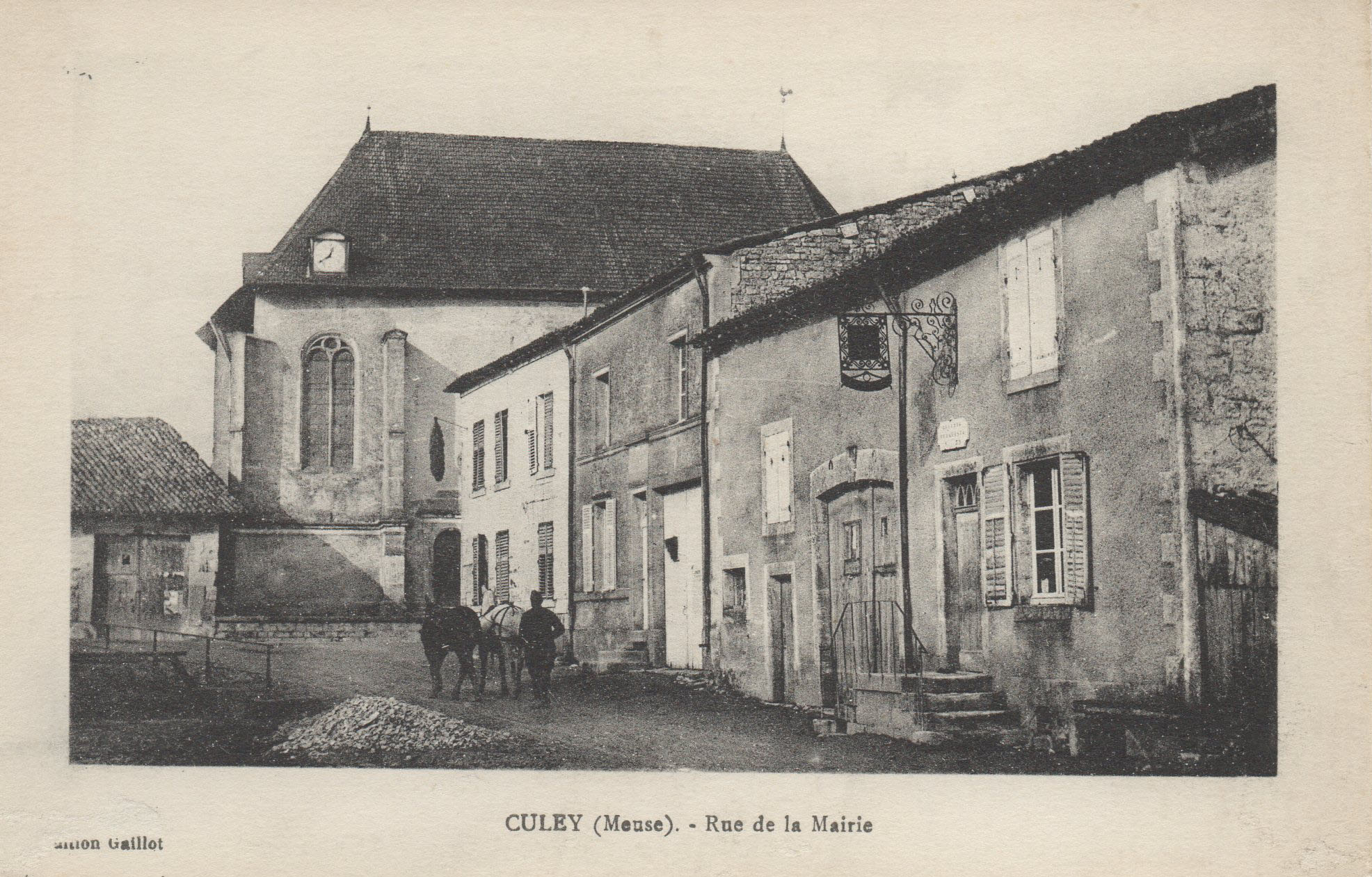
Rue de la mairie de Culey, avec en arrière-plan l'église du village (1916)
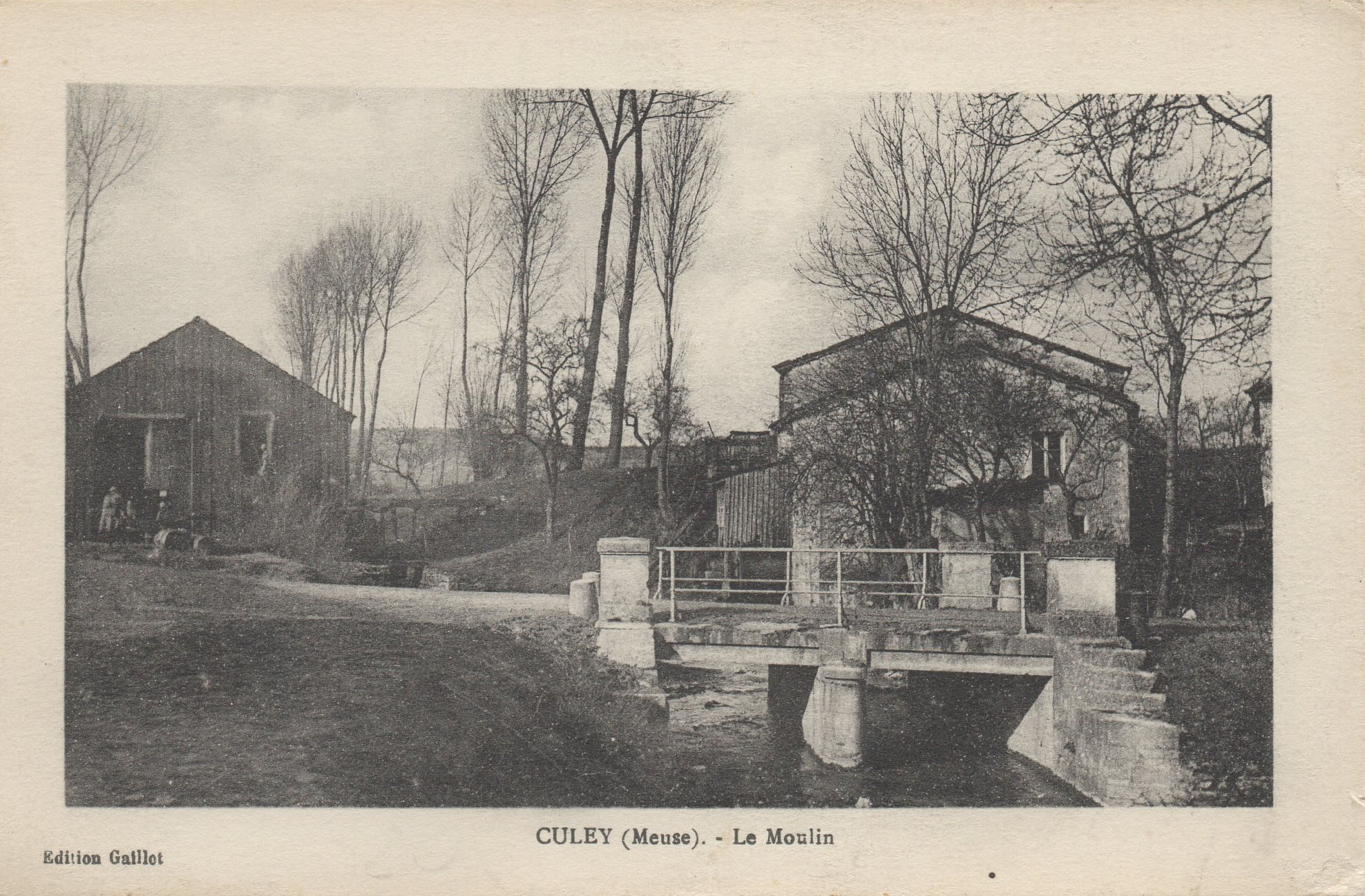
Moulin de Culey (1916)

## Politique et administration
| Période                                  | Période   | Identité     | Étiquette | Qualité |
| ---------------------------------------- | --------- | ------------ | --------- | ------- |
| Les données manquantes sont à compléter. |           |              |           |         |
| ?                                        | ?         | Jean Lozahic |           |         |
| mars 2001                                | mars 2014 | Jackie Zinsz |           |         |

À partir des élections municipales de 2014, un maire a été élu pour chaque commune.
Jean Lozahic a parrainé la candidature d'Arlette Laguiller aux élections présidentielles de 1981.

## Population et société

### Démographie
L'évolution du nombre d'habitants est connue à travers les recensements de la population effectués dans la commune depuis 1975. Pour les communes de moins de 10 000 habitants, une enquête de recensement portant sur toute la population est réalisée tous les cinq ans, les populations de référence des années intermédiaires étant quant à elles estimées par interpolation ou extrapolation. Pour la commune, le premier recensement exhaustif entrant dans le cadre du nouveau dispositif a été réalisé en 2007.

En 2013, la commune comptait 309 habitants, en évolution de −32,39 % par rapport à 2007 (Meuse : −4,4 %, France hors Mayotte : +2,11 %).
| 1975 | 1982 | 1990 | 1999 | 2006 | 2007 | 2012 | 2013 |
| ---- | ---- | ---- | ---- | ---- | ---- | ---- | ---- |
| 450  | 397  | 404  | 461  | 458  | 457  | 464  | 309  |

## Culture locale et patrimoine

### Lieux et monuments
- Château de Loisey
- L'église Saint-Mansuy de Culey est classé au titre des monuments historiques depuis 1912[10].
- Croix de chemin située sur la route de Loisey à la sortie du village de Culey inscrite au titre des monuments historiques en 1932[11].
- L'église Saint-Remi de Loisey.
- La chapelle Sainte-Geneviève (Forêt domaniale Sainte-Geneviève)

### Personnalités liées à la commune
- Gaston Génin, aviateur, est né à Culey en 1901 ;
- François Roustang, philosophe, est né à Loisey en 1923.

### Héraldique
| Blason de Loisey-Culey | Blason  | D'or à la bande ondée de gueules chargée de trois akènes de charme d'argent, posés dans le sens de la bande, accompagnée, en chef, d'une mitre d'azur chargée d'une flamme du champ et, en pointe, d'une biche à lait d'azur. |
| Blason de Loisey-Culey | Détails | Création Robert André Louis. Adopté le 7 novembre 2014. |